# シュガートアソシエイツ
シュガートアソシエイツ (Shugart Associates)は、米国のコンピュータ用周辺機器メーカー。IBMなどでフロッピーディスクの開発に従事したアラン・シュガートが1973年に設立した会社である。
5.25インチのFDDの開発元として知られているほか、コンピュータ用周辺機器インターフェース規格SCSIの元となったSASI (Shugart Associates System Interface) を制定した事でも有名。
創立者アラン・F・シュガートは当会社を設立後ほどなく退社。1979年にフィニス・コナーとともに5インチハードディスクの製造を行うシュガート・テクノロジーを興した。しかしながら、シュガート・テクノロジーはシュガートアソシエイツから商標権の侵害警告を受けシーゲイト・テクノロジー に改称、現在に至る。
シュガートアソシエイツは、アラン・F・シュガート退社後の1976年に、8インチフロッピーディスクを小型化した5.25インチ（5インチ）フロッピーディスクを開発しミニフロッピーの名称で販売、当時発達しつつあったパーソナルコンピュータに採用されて普及した。同社は松下グループと提携し、数多くのFDDを日本で製造した。初期のSA-400は厚さ2インチのフルハイトと呼ばれる大きさで多くの互換製品を生んだ。またシーゲイト・テクノロジーのST-506型HDDなど、別種の磁気記録装置もSA-400のサイズを基本として規格化された（後に半分の厚みにしたハーフハイト型に移行）。8インチのモデルはSA-800として販売されていた。
同社はその後ゼロックス社に買収され、シュガートの商標は消滅した。